# Prélude et fugue en ut mineur (BWV 871)
Le Clavier bien tempéré II
Pour un article plus général, voir Le Clavier bien tempéré.
Le prélude et fugue en ut mineur, BWV 871 est la deuxième paire extraite du second livre du Clavier bien tempéré, une collection de préludes et fugues de Jean-Sébastien Bach, compilé de 1739 à 1744.
Le prélude en forme de mouvement perpétuel conduit à la fugue à quatre voix, plus complexe que la précédente, mais son plan clair et logique, en fait une fugue formellement exemplaire. Elle combine notamment le sujet simple et sa version en augmentation.

## Prélude
Le prélude noté . Il est de forme AA — BB, respectivement de douze et seize mesures. Cette forme est représentée dix fois dans les préludes de ce cahier II — alors que l'on ne le trouve qu'une fois, dans le prélude en si mineur du premier livre. Il s'agit d'une invention à deux voix, où quelques accords à trois sons apparaissent dans les mesures de conclusion. Le rythme alterne très simplement les doubles-croches à la main droite aux croches aux intervalles disjoints de la main gauche et inversement. La forme est très proche de l'allemande de la sixième suite française BWV 817 (douze et seize mesures), ainsi que le style.
La seconde partie commence dans un clair en mi  majeur, mais rapidement devient chromatique.

## Fugue
La fugue à quatre voix, , est longue de 28 mesures.
Le sujet sur une mesure, expose les cinq degrés de la gamme d'ut mineur :
Après la légèreté et l'insouciance du prélude, succède un propos grave. Les entrées se font selon alto, soprano, ténor, basse, toujours à l'intervalle d'une mesure. Le dux ayant été présenté à la quinte du ton, le comes commence par la tonique, comme il se doit.
À la mesure cinq seulement, apparaît le contre-sujet de double-croches construits sur une réminiscence de la tête du sujet. Cette fugue est célèbre pour la mise en œuvre avec dextérité de deux procédés de contrepoint savants : canon en augmentation et inversion dans un strette, présentés dans une remarquable disposition transparence aux mesures 14–15. Sujet (Dux) au soprano, son augmentation à l'alto et l'inversion (du comes) au ténor.
Après ces imitations, le sujet en augmentation réapparaît à la basse sur deux mesures (19–20), se mêlant aux autres voix, à la mesure suivante, toujours à la basse, apparaît de nouveau l'inversion du comes puis, le comes lui-même.
Suit une magnifique strette. La fugue se termine avec une cadence picarde, comme la plupart des fugues en mineur.

## Relations
Le thème du prélude et celui de la fugue, réduits à leurs notes principales, montrent une parenté évidente :
En outre le nombre de mesures est le même : 28.

## Manuscrits
Les manuscrits considérés comme les plus importants sont de la main de Bach lui-même ou d'Anna Magdalena. Ils sont :
- source « A », British Library Londres (Add. MS. 35 021), compilé dans les années 1739–1742[4]. Comprend 21 paires de préludes et fugues : il manque  ut  mineur, ré majeur et fa mineur (4, 5 et 12), perdues[4] ;
- source « B », Bibliothèque d'État de Berlin (P 430), copie datée de 1744, de Johann Christoph Altnikol[5].

## Postérité
Mozart a donné une transcription de cette fugue à quatre voix, K.405 (1782) avec quatre autres, pour quatuor à cordes.
Théodore Dubois en a réalisé une version pour piano à quatre mains, publiée en 1914.